# Ват'уль-К'атель
Ват'уль-К'атель (д/н — після 849) — ахав Сейбаля у 830 — після 849 року. Також відомий як Ах-Б'олон-Хааб'ат (або Ах-Б'олон-Хааб'тах).

## Життєпис
Належав до старовинної династії Сейбаля. Про батьків немає жодних відомостей. Можливо деякий час перебував у місті К'ан-Віц. У 830 році за сприяння тамтешнього калоомте Ті'-Чан-Ек'а зумів повалити Південно-мутульську династію в Сейбалі. Із затвердженням в ролі священного володаря Ват'уль-К'атель сприяв піднесенню політичної та економічної потуги своєї держави.
В день закінчення двадцятиріччя 10.1.0.0.0, 5 Ахав 3 К'аяб (30 листопада 849 року) Ват'уль-К'атель влаштував пишну ювілейну церемонію, яку, відповідно до написом на стелі 10 з Сейбаля, відвідали «Священний Мутульський володар» Хуун-K'авііль, «Священний Канульскій Володар» Чан-Пет і «Священний Володар адика Ік'а'» Чан-Ек'. Цей факт засвідчує про посилення політично-військової ваги Ват'уль-К'атель, що спирався на союз з К'ан-Віцем.
Того ж року його відвідав Священний Володар Пу', так майя називалися правителя тольтеків. Дослідники вважають, що тольтеки, які нещодавно опанували Центральною Мексикою, встановлювали союзницькі відносили з очільниками регіонів, які колись плідно контактували з Теотіуаканом. Тому, вважається, факт цього візиту є підтвердженням високого статусу Сейбала в часи володарювання Ват'уль-К'ателя.
Помер між 849 та 869 роками.

## Стели
З монументальних скульптур часів цього ахава відомі 4 стели (8,9,10, 11). На 11 йдеться про церемонію його інтронізації, стела 10 присвячена ювілейній церемонії, стели 8 і 9 мають ритуальний характер, зображують богів Ягуара та Маїсу.